# Пас Самора, Хайме
Ха́йме Пас Само́ра (исп. Jaime Paz Zamora; род. 15 апреля 1939) — боливийский политический деятель, президент страны с 1989 по 1993 год. Также занимал пост вице-президента в 1982—1984 годах.

## Биография
Хайме Пас (троюродный брат президента Боливии Виктора Паса Эстенссоро) учился в Бельгии и стал горячим сторонником левых идей. Был изгнан из страны диктатором Уго Бансером, в 1971 году в Чили стал соучредителем Левого революционного движения (Movimiento de Izquierda Revolucionaria, MIR), которое изначально было членом Социнтерна. После возвращения на родину 1978, ЛРД Паса усилило связи с Левым националистическим революционным движением бывшего президента Эрнана Силеса. Результатом стало формирование Народного демократического союза (НДС).
НДС участвовал в июньских выборах 1978 года во главе с Эрнаном Силесом Суасо и по всем показателям получил большинство голосов. Результаты голосования был аннулированы в связи с многочисленными фальсификациями со стороны официального кандидата власти Хуана Переды. Новые выборы были проведены в 1979 году. На этих выборах НДС также потерпел поражение, не набрав абсолютного большинства голосов. Таким образом, право избрания президента перешло в Конгресс. Однако, Конгресс не смог определиться однозначно в пользу ни одного из кандидатов, после чего провозгласил временным президентом председателя Сената Вальтера Гевару, который должен был организовать и провести новые выборы в 1980 году.
После прихода к власти генерала Луиса Гарсиа Месы Пас был вынужден покинуть страну, но вернулся в 1982 году, когда военные эксперименты себя исчерпали, а экономика Боливии была на грани краха. В октябре 1982 года были признаны результаты выборов 1980 года, на которых победу одержал Эрнан Силес. Хайме Пас стал вице-президентом в правительстве последнего. Экономическая ситуация была крайне затруднительной, кроме того, страна страдала от гиперинфляции. Силес с большим трудом контролировал ситуацию. Он имел полную поддержку со стороны политических партий и отдельных депутатов Конгресса, которые устали от долгих лет военного диктаторского режима. Впрочем, профсоюзы (Боливийский рабочий центр) во главе с Хуаном Лечином парализовали работу правительства постоянными забастовками и акциями протеста. В тот момент Пас решил дистанцироваться от Силеса (1984), оставив последнего судьбе, когда популярность президента и его администрации упала до критически низкого уровня. Гиперинфляция 1982—1985 годов стала четвертой по величине из тех, что когда-либо были зафиксированы в мире.
В 1985 году Конгресс был вынужден пойти на досрочные выборы, мотивируя это тем, что Силес был избран пять лет назад (1980). После разрыва с РНР Пас пошел на выборы самостоятельно. Он занял третье место, а президентом был избран Виктор Эстенссоро (1985—1989), его родственник. В период правления последнего ЛРД пересмотрел свою идеологию, отказавшись от марксистского мировоззрения и классовой борьбы. Из-за такого шага из партии ушли некоторые её члены, однако ЛРД увеличил свой электорат, а внутри партии прекратились споры.

## Президентство

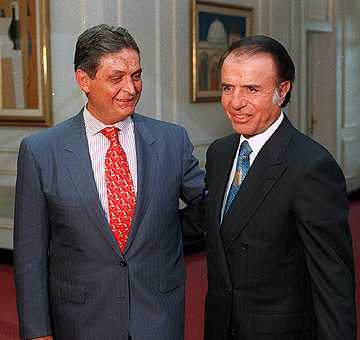
Хайме Пас Самора (слева) и президент Аргентины Карлос Менем

Повторно баллотировался на пост президента в мае 1989 года. Финишировал третьим, хотя и не сильно отстал по количеству голосов от своих соперников, Гонсало Санчеса и бывшего диктатора Уго Бансера. Поскольку ни один из кандидатов не набрал 50 процентов голосов, Конгресс начал процедуру избрания следующего президента страны. Пас поклялся, что никогда не будет сотрудничать с Бансером, который в 1970-х годах его арестовывал и изгнал его из страны. Однако, когда Бансер намеревался объединить усилия с фаворитом гонки Санчесом де Лосада, Пас отказался от своих принципов и объединился с бывшим диктатором. 5 августа 1989 года Пас был провозглашен президентом благодаря поддержке генерала Уго Бансера (взамен его партия НДД получила 10 из 17 постов министров). Такой шаг не имел однозначной оценки в обществе: одна часть населения восприняла это с восторгом, другая резко осудила.
Администрация Хайме Паса была довольно успешной. Под влиянием нового союза с Бансером (а возможно, что и из-за изменения идеологии партии), он не пытался осуществить грандиозные преобразования в стране. Выступал против полного искоренения выращивания листьев коки, что было предложено администрацией американского президента Джорджа Буша-старшего в рамках так называемой войны с наркотиками. Настаивал на медицинском и промышленном использовании коки, однако в этом направлении значительных результатов не было. Его предвыборные заявления об отказе от неолиберальной политики своего предшественника Паса Эстенссоро в действительности реализованы не были. Пиком деятельности президента стал выход национальной сборной по футболу в финальную часть Кубка мира. Состоялись значительные улучшения в системе образования и здравоохранения. С другой стороны, в адрес правительства постоянно звучали обвинения в коррупции, что в конечном итоге привело к аресту его главного помощника и соучредителя ЛРД Оскара Эйда за причастность к торговле наркотиками. Последний провел в заключении четыре года.
Во внешней политике успешно проводил переговоры с Перу по использованию одного из северных портов в интересах Боливии, хотя значительной выгоды стране это не принесло, поскольку территориально Боливия выхода к морю не имеет.

## Дальнейшая жизнь
В 1993 году Санчес де Лосада одержал победу на президентских выборах с результатом 35,55 % голосов и был избран Конгрессом новым президентом. Пас участвовал в выборах 1997 года, финишировав третьим. Еще одну попытку он совершил в 2002 году, но проиграл, заняв лишь четвертое место. 18 декабря 2005 года он баллотировался на пост префекта департамента Тариха, но также потерпел поражение.